# Flaberg
Flaberg ist ein Ortsteil von Gummersbach im Oberbergischen Kreis im südlichen Nordrhein-Westfalen.

## Geographie
Der Ort liegt an einem Berghang über dem Unterlauf der in die Leppe mündenden Gelpe im Nordwestzipfel der Stadtgemeinde, knapp zehn Kilometer westlich von deren Zentrum.

## Geschichte
1542 fand der Ort erstmals urkundliche Erwähnung, als in der Türkensteuerliste ein Einwohner op dem Vladberge aufgeführt wurde.
Der Weiler Flaberg gehörte bis 1806 zur Reichsherrschaft Gimborn-Neustadt.

## Verkehr
Die Haltestelle von Flaberg wird über die Buslinie 316 (Gummersbach - Lindlar) angeschlossen.

## Persönlichkeiten
- Uwe Claussen (1945–2008), Humangenetiker